# TurkoVac
TURKOVAC (výslovnost: ['tɜ:rkəvæk]) (dočasně pojmenovaná jako ERUCOV-VAC) je inaktivovanou vakcínou proti nemoci covid-19 vyvinutou Zdravotním institutem Turecka a Erciyeskou univerzitou.

## Historie
V listopadu 2020 byly zahájeny v Turecku klinické testy fáze I se 44 účastníky. Následovala v únoru klinická studie fáze II s 250 účastníky a v červnu 2021 fáze III se 40 800 účastníky. V prosinci bylo oznámeno, že vakcína úspěšně prošla testy a může být nasazena v nouzovém režimu.